# بليصورات
بليصورات (الاسم العلمي: Pliosauridae)، فصيلة من الزواحف البحرية من العصر الثلاثي الأخير إلى أوائل العصر الطباشيري المتأخر (المراحل من الرايتاني إلى التوروني). الفصيلة أكثر شمولاً من الأنواع النموذجية قصيرة العنق ذات الرأس الكبير التي تندرج في الفُريع الحيوي الفتاكات البحرية Thalassophonea، مع أشكال بدائية مبكرة تشبه أنواع البليصور الأخرى ذات العنق الطويل.
بلغ طول أكبر بليصور فتاك بحري من 10 إلى 11 مترًا (33 إلى 36 قدمًا)، وكان ربع هذا الطول تقريبًا عبارة عن رأس. مثلت البليصورات الفتاكة البحرية أكبر الحيوانات المفترسة البحرية أثناء وجودها، حيث امتدت لأكثر من 80 مليون عام.
انقرضت البليصورات خلال أوائل العصر الطباشيري المتأخر وحلت محلها لاحقًا الموزاصوريات.